# Forêts tempérées de l'île Chatham
Localisation
Les forêts tempérées de l'île Chatham forment une écorégion terrestre définie par le Fonds mondial pour la nature (WWF), qui recouvre les îles Chatham et Pitt en Polynésie néo-zélandaise. Elle appartient au biome des forêts de feuillus et forêts mixtes tempérées de l'écozone australasienne.